# Ungkarlshotellet
Ungkarlshotellet är en svensk TV-film från 1975. Filmen spelades bland annat in på hotellet Glasbruket på Katarinaberget i Stockholm.

## Handling
För Göte Löv har det bara gått utför efter hans skilsmässa. Han är alkoholiserad och jobbar från och till i hamnen. Han bor på ett ungkarlshotell. Han är en drömmare och en dag bestämmer han sig för att förbättra sitt liv; skaffa en egen lägenhet och starta egen rörelse. Han tänker att om han visar att han förbättrar sig kommer han få ta hand om sonen från sitt spruckna äktenskap. Han vill tillsammans med sin bäste vän Blomman öppna ett stånd på Hötorget där de ska sälja frukt och grönsaker. Men till detta behövs pengar, ett startkapital. Men då ingen tror att det är seriöst och pålitligt vill ingen hjälpa dem. De bestämmer sig då för att försöka ta ett banklån men får avslag. Göte ger upp och återgår till sitt gamla liv som parkbänkssittande alkoholist. När Blomman dör och Göte dessutom råkar orsaka att en person blir överkörd får han nog av staden, han ger sig ut på landet. I filmens sista scen ligger Göte gråtande i en åker.

## Rollista
| Keve Hjelm            | – Göte Löv                      |
| Gun Jönsson           | – Gun, hans f.d. hustru         |
| Harald Hamrell        | – Anders, deras son             |
| Tord Peterson         | – Tage, Guns nuvarande fästman  |
| Håkan Serner          | – Blomman, hotellgäst           |
| Arne Ragneborn        | – Ragnar, hotellgäst            |
| Bengt Eklund          | – Holm, hotellgäst              |
| Ewert Granholm        | – Karlsson, hotellgäst          |
| Chris Wahlström       | – servitris                     |
| Gunvor Pontén         | – servitris                     |
| Bellan Roos           | – servitris                     |
| Gösta Krantz          | – vaktmästare                   |
| Ernst Günther         | – man i grönsaksaffär           |
| Sven-Eric Gamble      | – Wallin                        |
| Gösta Bredefeldt      | – Sven                          |
| Gunnar Schyman        | – Oskar                         |
| Carl-Olof Alm         | – kompis på kaféet              |
| Sture Ericson         | – kompis på kaféet              |
| Pia Garde             | – Guns arbetskamrat             |
| Gunnar Ossiander      | – man på Hötorget               |
| Jan-Olof Rydqvist     | – barnavårdsman                 |
| Sture Hovstadius      | – banktjänsteman                |
| Annicka Kronberg      | – expedit                       |
| Tage Severin          | – läkare                        |
| Berit Persson         | – syster                        |
| Lissi Alandh          | – kvinna på torget              |
| Christer Banck        | – torgförsäljare på Hötorget    |
| Kurt Emke             | – man på grönsakslager          |
| Stig Johanson         | – man i Stadsgården             |
| Diana Kjær            | – Tages älskarinna              |
| Thore Segelström      | – alkoholist                    |
| Berndt Lindberg       | – alkoholist                    |
| Curt "Minimal" Åström | – man i tvättrummet på hotellet |
| Siv Andersson         | – (ej identifierad roll)        |